# Jean Strohl

Jean Strohl (1914)

Jean Strohl, auch Johannes Eduard Friedrich Strohl (* 22. Februar 1886 in Bischweiler, Elsass; † 7. Oktober 1942 in Zürich) war ein französisch-schweizerischer Zoologe, Wissenschaftshistoriker und Hochschullehrer.

## Leben

### Familie
Jean Strohl war der Sohn des Tuchfabrikanten Johann Eduard Strohl (* 9. August 1846 in Bischweiler; † 10. April 1912 ebenda) und dessen Ehefrau Luise (geb. Posth) (* 17. Januar 1854 in Bischweiler); er hatte noch drei Geschwister und war ein Nachkomme des Reformators Leo Jud.
Er war seit 1907 mit Frieda (geb. Moser) verheiratet.
1935 erhielt er das Schweizer Bürgerrecht.

### Werdegang
Jean Strohl besuchte das Progymnasium in Bischweiler sowie das reformierte Gymnasium in Straßburg; dort bestand er 1903 das Abiturexamen.
Er immatrikulierte sich 1904 für drei Semester an der Universität Straßburg zu einem naturwissenschaftlichen Studium und promovierte nach vier Semestern mit Die Copulationsanhänge der solitären Apiden und die Artentstehung durch "physiologische Isolierung" zu seinem Doktorexamen summa cum laude bei August Weismann in Freiburg im Breisgau.
Im Dezember 1907 kam er nach Zürich und habilitierte sich im Januar 1910 bei Arnold Lang mit seiner Schrift Die Massenverhältnisse des Herzens im Hochgebirge. Ein Vergleich von Alpen- und Moorschneehuhn für das erst im Werden begriffene Gebiet der zoologischen Physiologie, nachdem er am Concilium Bibliographicum einige Jahre unter Herbert Haviland Field (1868–1921), dem amerikanischen Begründer dieses Institutes, als Assistent gearbeitet hatte. Die Antrittsvorlesung hatte das Thema Das Leuchten der Tiere.
Er hatte die Möglichkeit, mehrere Jahre lang wiederholt am Institut des Aquariums der Zoologischen Station Neapel weiter studieren zu können; dort freundete er sich mit dessen Direktor Reinhard Dohrn an und lernte auch den Philosophen Benedetto Croce kennen. Seine Abhandlung 1914 über Die Exkretion bei den Mollusken im Handbuch der vergleichenden Physiologie geht im Wesentlichen auf Forschungen jener Jahre zurück.
Er beschäftigte sich auch mit der Teratologie, der Lehre von den Missbildungen, die ihren Ausgang in der Beschreibung einer zweiköpfigen Schlange nahm und die später zu der vergleichenden Studie Missbildungen im Tier- und Pflanzenreich führte; aber auch die Giftproduktion im Tierreich stand in seinem besonderen Interesse.
1915 wurde er zum ausserordentlichen und 1924 zum ordentlichen Professor der Universität Zürich ernannt. Seine Lehrtätigkeit umfasste fast alle Zweige der Zoologie einschliesslich der vergleichenden Anatomie und Embryologie, vergleichende Embryologie, Physiologie, Systematik, Entwicklungsmechanik, Vererbungslehre und Tiergeographie.
Er wurde 1921 zum Direktor des Concilium Bibliographicum ernannt.
1938 erfolgte dann seine Ernennung, als Nachfolger von Karl Hescheler, zum Direktor des Zoologischen Instituts der Universität Zürich; er war bereits seit 1936 mit deren provisorischer Direktion betraut worden. 1938 präsidierte er auf einer Sitzung der Société zoologique de France.
Er veröffentlichte im Rahmen der Biologiehistorie Biografien zu Otto Stoll, Conrad Gessner, Georges-Louis Leclerc de Buffon, Albrecht von Haller, Lorenz Oken und Georg Büchner. Über Jahrzehnte beschäftigte er sich mit dem Falkenbuch De arte venandi cum avibus von Friedrich II. Er veröffentlichte weiterhin verschiedene naturwissenschaftliche Publikationen, sowie zahlreiche Essays in französischer und deutscher Sprache aus der Ideen- und Personenwelt der Biologiegeschichte. Weiterhin veröffentlichte er auch seine Untersuchungen an der Mehlmotte Ephestia.
Kurz vor seinem Tod gründete er Gesnerus – Fachzeitschrift für die Geschichte der Medizin und der Naturwissenschaften.
Er pflegte unter anderem eine Freundschaft mit Albert Schweitzer, dem Zoologen und Genetiker Alfred Kühn, dem Maler Erich Klossowski, dem Philosophen André Gide und Rainer Maria Rilke.

## Mitgliedschaften
- Jean Strohl war Mitglied der Naturforschenden Gesellschaft in Zürich seit 1907.
- Er war seit 1915 Mitglied der Schweizerischen Entomologischen Gesellschaft.
- Er war Gründungsmitglied der Schweizerischen Gesellschaft für Geschichte der Medizin und der Naturwissenschaften, die von Henry E. Sigerist gegründet worden war; seit 1935[6] war er, als Nachfolger von Gustav Senn, dort Präsident.

## Ehrungen und Auszeichnungen
- Jean Strohl war Ritter der Ehrenlegion.

## Schriften (Auswahl)
- Jugendstadien und „Vegetationspunkt“ von Antennularia antennina Johnst. 1907.
- Die Copulationsanhänge der solitären Apiden und die Artentstehung durch „physiologische Isolierung“. 1908.
- Die Massenverhältnisse des Herzens im Hochgebirge. Ein Vergleich von Alpen- und Moorschneehuhn. In: Zoologische Jahrbücher, 30. Band, 1. Heft, 1910. Jena 1911. S. 1 f.
- Physiologische Gesichtspunkte in der Tiergeographie. 1921.
- Otto Stoll (1849–1922). Zürich: Fretz, 1924.
- Die Giftproduktion bei den Tieren vom zoologisch-physiologischen Standpunkt. 1926.
- Naturwissenschaft und Bücherwesen. Zürich 1927.
- Missbildungen im Tier- und Pflanzenreich. Versuch einer vergleichenden Betrachtung. Jena, G. Fischer, 1929.
- Wasserhaushalt und Fettbestand bei Steppen- und Wüstentieren: physiologische Gesichtspunkte zum Verständnis des Kamelhöckers. Basel: Birkhäuser, 1929.
- Die Forschungsinstitute in der Schweiz. Forschungsinstitute, ihre Geschichte, Organisation und Ziele. Hamburg, Paul Hartung 1930.
- Buffon. Paris 1935.
- Jean Strohl; Wilhelm Köhler: Die Wirkung eines pleiotropen Gens auf Färbung, Lebensdauer und Fortpflanzungsfähigkeit der Imago bei der Mehlmotte Ephestia kühniella Z. Göttingen Vandenhoeck u. Ruprecht 1935.
- Lorenz Oken und Georg Büchner: Zwei Gestalten aus der Übergangszeit von Naturphilosophie zu Naturwissenschaft. Verlag der Corona, 1936.
- La bipolarité de la faune marine et les données actuelles de la génétique. 1936.
- Ernst Gagliardi, Hans Nabholz, Jean Strohl: Die Universität Zürich 1833–1933. Festschrift zur Jahrhundertfeier. Erziehungsdirektion, Zürich 1938.
- Hermann Escher, 1857–1938. Chur 1938.
- Albrecht von Haller 1708–1777. Art Institut O. Füssli, 1938.
- Naturgeschichten aus der Schweiz. Erlenbach-Zürich: Rentsch, 1939.